# Myrmecophilus crenatus
Myrmecophilus crenatus är en insektsart som beskrevs av Andrej Vasiljevitj Gorochov 1986. Myrmecophilus crenatus ingår i släktet Myrmecophilus och familjen Myrmecophilidae. Inga underarter finns listade i Catalogue of Life.